# St. Michael (Sendschotten)

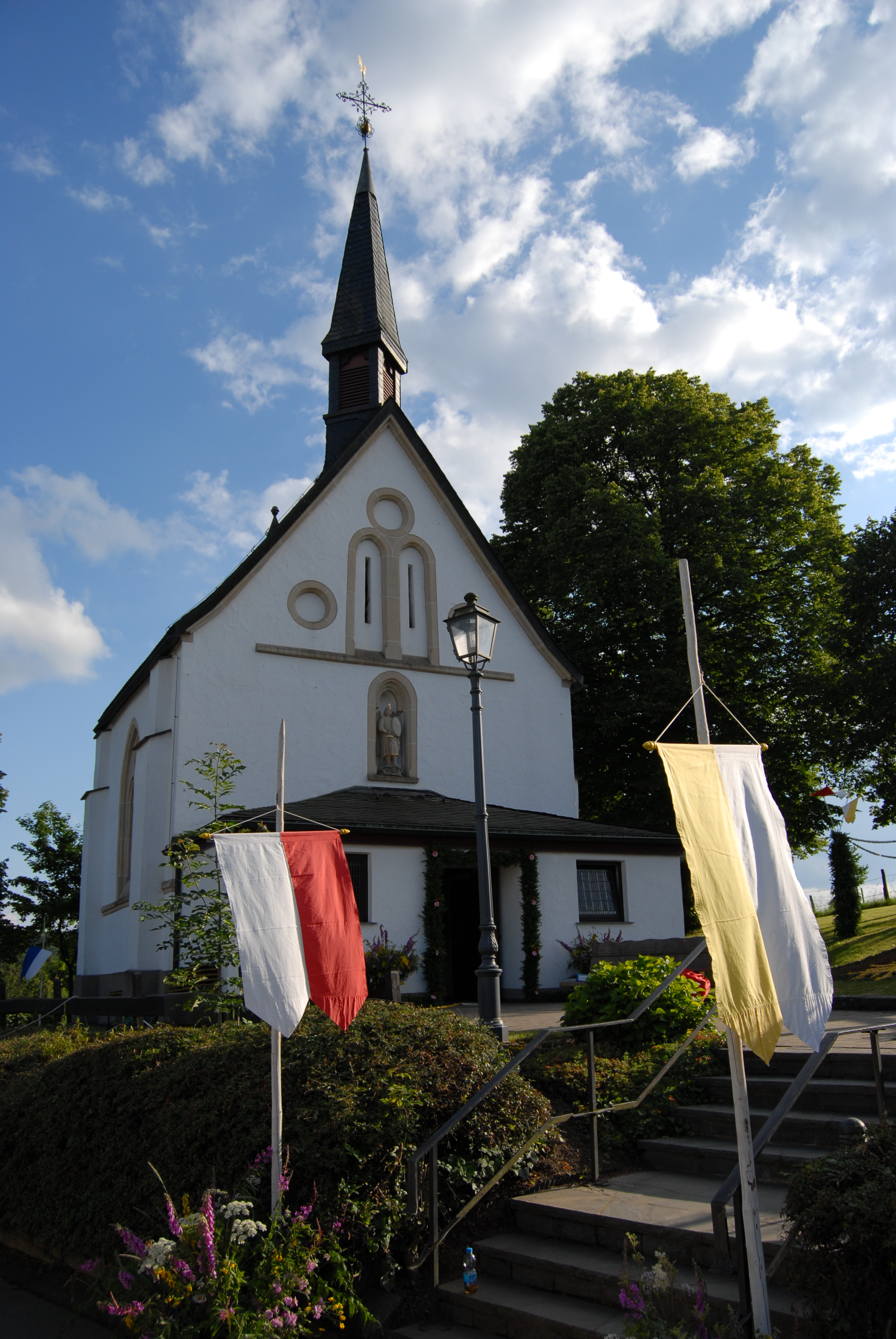
St. Michael zum Sendschotter Umgang 2012

Die katholische Kapelle St. Michael ist ein denkmalgeschütztes Kirchengebäude im neuen Garten 1, in Sendschotten, einer Ortschaft von Drolshagen im Kreis Olpe (Nordrhein-Westfalen).
Der neugotische Putzbau mit dreiseitigem Chor wurde 1871 unter der Leitung von Arnold Güldenpfennig errichtet. Er ist mit Gruppenfenstern ausgestattet und es wurde ihm ein Dachreiter aufgesetzt. Im Saal ruht auf Eckpfeilern ein ausgemaltes Kreuzgratgewölbe. Das geschnitzte Altarretabel ist von 1648.
Die Figur der thronenden Muttergottes aus Holz, die im Hochaltar der Kapelle steht, wurde im zweiten Viertel des 14. Jahrhunderts geschnitzt, sie wurde mehrfach überfasst. Als Wallfahrtsbild war sie zunächst eine wichtige Anlaufstelle für Gläubige in Wiedenest. Als die dortige Wallfahrt nicht mehr durchgeführt wurde, wurde die Figur erst in Belmicke versteckt, bevor sie mit dem Bau einer ersten Kapelle im Jahr 1694 schließlich nach Sendschotten gelangte. Seit 1705 wird sie beim Sendschotter Umgang mitgeführt, einer etwa 13 km lange Flurprozession, die am Fest Maria Heimsuchung begangen wird und von St. Michael ausgeht.